# Timón z Fleiuntu
Timón z Fleiuntu (taktéž Timón z Fliúntu), (Τίμων ὁ Φλιάσιος) byl řecký filozof helénistického období. Hlásil se ke skepticismu, byl žákem Pyrrhóna z Élidy, na kterého narazil při Pyrrhónově přednášce o lidské nevědomosti. Ta Timóna ohromila natolik, že s Pyrrhónem již zůstal.
Narodil se okolo roku 320 př. n. l. v městečku Fleius (leželo severovýchodě Peloponésu). Pocházel z chudých poměrů, živil se jako profesionální tanečník a divadelník. Díky tomu měl možnost procestoval velkou část antického světa, což ho dovedlo i ke studiu lékařství. Teprve po čtyřicítce se usadil v Athénách, kde působil jako skeptický filosof a rétor. Stal se velice váženým člověkem a získal nemalé bohatství. Timón z Fleiuntu se dožil vysokého věku, zhruba devadesáti let. Uvádí se, že ve stáří přišel o oko, což odbýval žertem, že aspoň vypadá jako Kyklop. Žil dlouho v Élidě, kde se oženil a zplodil dva syny. Starší syn – Xanthus – byl známým lékařem. Mezi jeho žáky byl významný astronom Aratus. Timónovy verše často citují ve svém díle doxografové Sotion a Sextus Empiricus. Pozdější autoři však nejsou příliš věrohodní, protože ho často zaměňovali se známým misantropem Timónem Athénským. Timón nenašel žádného nástupce a tak s jeho smrtí zaniká i jeho filosofická škola.
Pro jeho názory byla typická nedůvěra k autoritativně hlásaným pravdám a od života odtrženým teoriím. Nebyl však pouze skeptik, v oblibě měl také ironii a sarkasmus. taktéž byl známým pijanem vína.

## Dílo
Podle Díogena Laertia byl velmi plodným autorem a úspěšným dramatikem, ale z jeho díla se zachovaly jen zlomky. Napsal kolem třiceti komedií a šedesáti tragédií. Nejvýznamnější je rozsáhlá satirická báseň Silloi (Posměšky), psaná v hexametrech napodobujících Homérův styl. Timón v ní líčí tragikomickou „bitvu filozofů“, ironizuje výroky významných myslitelů od Xenofana po své současníky a dovádí jejich učení ad absurdum. Často napadal Arkesiláa z Pitany, avšak po jeho smrti napsal text pln uznání s názvem "Arkesiláova pohřební hostina". Napsal také spis O smyslovém vnímání (periaistheseos), spis Proti fyzikům (pros tús fysikúsú) a dialog Pythón (z toho se dochovalo jen několik veršů).